# Семёновка (Томаковский район)
Семёновка (укр. Семенівка) — село,
Томаковский поселковый совет,
Томаковский район,
Днепропетровская область,
Украина.
Код КОАТУУ — 1225455104. Население по переписи 2001 года составляло 290 человек .

## Географическое положение
Село Семёновка находится на левом берегу реки Топила,
выше по течению на расстоянии в 1,5 км расположено село Петровка,
ниже по течению на расстоянии в 2,5 км расположено село Топила.

## Происхождение названия
```
 В Списке населенных мест Екатеринославской губернии (Екатеринослав, 1911 год), где указано: с. Семеновка (Завровка) Никольской волости Екатеринославского уезда Екатеринославской губернии; другое название Слоновка.
```

В книге «История городов и сел УССР   Днепропетровская область (Киев, 1977) указано, что этот населенный пункт подчинен Томаковскому поселковому совету. В такой же книге, изданной в 1969 году  даются сведения, что на тот момент с. Семеновка подчинялось Петровскму сельсовету Томаковского района.
«Первым хозяином уделов нынешней Семеновки был крупный помещик-крепостник из потемкинской знати –граф Слонов. И деревня называлась его именем –Слоновское до 30-х годов XIX века. Имением Слоновых овладели крупные помещики: дворянин Погожий Семен и дворянин Хортуна Денис. Они выкупили имение Слонова из-под залога. Последний Слонов вел безобразный образ жизни: кутил безобразно, играл в карты и вконец промотался.
Появление Погожих в селе относится к концу первой половины XIX века. Погожий Семен, из-за кризиса крепостного строя в стране решил задобрить крестьян. Он распорядился в Северной части тогда еще Слоновского вырезать на меже с землей общины, три десятины под кладбище. Это «старое» кладбище и по сей день там. Хортуна Денис пошел дальше и продал свою землю богатым мужикам: Бондаренкам и другим. Деньги, вырученные за землю вложил в банк. На перекор Погожему Семену, Хортуна подарил Слоновской общине в собственность 200 десятин земли, весь южный бугор. Но Хортуна немного опоздал: после того как Погожий Семен подарил 3 десятины земли под кладбище, староста села, Шаличенко, собрал крестьян и пошли они к барину Погожему с челобитной: «По воле Всевышнего просим вас, барин, проявить милость господнего и благословить нас новым наименованием нашей деревни – СЕМЕНОВКОЙ» Погожий принял прошение и в скорости, в 1830-е годы, на официальных документах уже писалось –Семеновка. 
http://www.ukrainica.org.ua/ukr/content/2110